# Gen SHOX
En genética, el gen SHOX, acrónimo del inglés Short Stature Homeobox-containing gene, es un gen situado en el brazo corto del cromosoma X humano y en la misma región del cromosoma Y humano. Las mutaciones que afectan a este gen provocan enfermedades que presentan entre sus síntomas estatura baja. Algunas de las enfermedades en las que existen una mutación o pérdida del gen SHOX son el síndrome de Turner, la discondrosteosis de Léri-Weil, la talla baja idiopática y la displasia mesomélica de Langer. Se cree que un niño de cada 2.000 nacidos presentan una mutación en el gen SHOX y que esta es una de las causas de la talla baja de origen genético. El descubrimiento del gen SHOX tuvo lugar cuando se investigaban las causas de la talla baja que se presenta en el síndrome de Turner, enfermedad de origen genético con fenotipo femenino pero con pérdida de uno de los cromosomas X.